# Coloração de Jenner
A coloração de Jenner (eosinato de azul de metileno) é utilizada em microscopia para colorir esfregaços de sangue. A solução de coloração de Jenner é uma mistura de vários corantes de tiazina tendo metanol como solvente para a sua preparação. As forças iônicas e não iônicas são envolvidas na ligação destes corantes e a coloração como um todo possui propriedades aniônicas e catiônicas. É classificado com o número CAS:62851-42-7.

## Preparação da solução
A solução do corante é preparada com 5 g do pó de corante por litro de metanol da mesma maneira que o corante de May–Grünwald, como, por exemplo,  para uma escala de volume final de 100 ml de solução final, pesa-se 0,5 g do corante em pó e transfere-se para um frasco cônico (frasco de Erlenmeyer) de 200 a 250 ml de capacidade. Adiciona-se 100 ml de metanol e aquece-se a mistura (preferencialmente e aquecedor elétrico) a 50°C. Deixar arrefecer o frasco até 20°C e agita-se várias vezes durante o dia. Depois de deixar repousar durante 24 h, filtrar a solução. Está então pronto para o uso, sendo que nenhum "amadurecimento" que é requerido.